# Chrysops perpensus
Chrysops perpensus är en tvåvingeart som beskrevs av Austen 1937. Chrysops perpensus ingår i släktet Chrysops och familjen bromsar.
Artens utbredningsområde är Tanzania. Inga underarter finns listade i Catalogue of Life.